# 2-アセチルフラン
2-アセチルフラン（英: 2-Acetylfuran）は、フランにアセチル基が結合した化合物である。20℃での密度は1.0975 g/mlで、融点は常温に近い28℃である。天然にはコーヒー、ポテトチップス、パッションフルーツなどに含まれる。

## 用途
食品および香粧品向け香料に使われるほか、セファロスポリンなどの抗生物質の原料となる。

## 合成
1914年に、2-フロニトリルとグリニャール試薬との反応により合成された。

## 応用

### 医薬品
HIVインテグラーゼ阻害剤であるS-1360の合成中間体のワンポット合成は、塩化亜鉛を触媒としてフリーデル・クラフツ反応により4-フルオロベンジルクロリドと2-アセチルフランを反応させ、アルキル化させることにより得られる。
2-アセチルフランと亜硝酸ナトリウム水溶液との反応では、第二世代セファロスポリン系抗生物質の一つであるセフロキシムの中間体の2-フラニルオキソ酢酸が得られる。